# Războiul Stelelor: Forțe ale destinului
Războiul Stelelor: Forțe ale destinului (engleză: Star Wars Forces of Destiny) este un serial web animat 2D de {[Lucasfilm|Lucasfilm Animation]], lansat pe canalul YouTube al companiei Disney. Amplasat în mai multe epoci ale francizei Războiul Stelelor, este o colecție de scurtmetraje de două până la trei minute, centrate pe personaje feminine care au fost prezentate în producții anterioare ale francizei Războiul Stelelor. Serialul a avut premiera la 3 iulie 2017, începând cu lansarea zilnică a unui set de opt episoade; aceste episoade au fost ulterior difuzate pe Disney Channel din 9 iulie. Alte opt episoade au fost lansate în toamna anului 2017, iar al doilea sezon format din opt episoade a fost lansat în 2018.
Anunțat și prezentat pentru prima dată în aprilie 2017, în cadrul Celebrării Războiul Stelelor de la Orlando, serialul Forțe ale destinului face parte dintr-o inițiativă de extindere a francizei de către Disney Consumer Products și Interactive Media și include o linie de jucării însoțitoare produse de Hasbro și o serie de cărți destinate tinerilor. Serialul este primul serial animat 2D produs de Lucasfilm după serialul Războiul stelelor: Războiul clonelor din 2003 și primul proiect 2D al Lucasfilm Animation după dezvoltarea serialului din 2003.

## Premisă
Este un micro-serial animat cu personaje feminine precum Prințesa Leia Organa, Sabine Wren, Jyn Erso, Rose Tico, Ahsoka Tano, Padmé Amidala, Hera Syndulla și Rey Skywalker.

## Distribuție și personaje
- Ashley Eckstein - Ahsoka Tano [1]
- Olivia Hack - Qi'ra
- Felicity Jones (sezonul 1) și Helen Sadler (sezonul 2) - Jyn Erso
- Vanessa Marshall - Hera Syndulla
- Lupita Nyong'o - Maz Kanata
- Daisy Ridley - Rey⁠(d)
- Tiya Sircar - Sabine Wren
- Catherine Taber - Padmé Amidala
- Gina Torres - Ketsu Onyo
- Kelly Marie Tran - Rose Tico
- Shelby Young - prințesa Leia Organa

Matt Lanter și Jim Cummings au reinterpretat rolurile cavalerul Jedi Anakin Skywalker și respectiv piratul spațial Hondo Ohnaka din The Clone Wars and Rebels. Tom Kane a revenit ca Maestrul Jedi Yoda din The Clone Wars, în timp ce Taylor Gray și Ritesh Rajan au reinterpretat rolurile Padawan Jedi Ezra Bridger și respectiv războinicul mandalorian Tristan Wren din Rebels.
Actorul de film John Boyega a revenit ca soldatul dezertor stormtrooper⁠(d) al primului ordin Finn, Mark Hamill a revenit în rolul Luke Skywalker și Anthony Daniels a interpretat din nou vocea droidului de protocol C-3PO.
Alte personaje care au apărut: contrabandiștii Han Solo și Chewbacca, ewokul Wicket W. Warrick și droizii R2-D2, BB-8 și Chopper.

## Episoade

### Sezonul 1 (2017)
| Nr. în serial | Nr. în sezon | Titlu                   | Data lansării     | Original air date | Length |
| --- | ------------ | ----------------------- | ----------------- | ----------------- | ------ |
| 1 | 1            | „Sands of Jakku”        | 3 iulie 2017      | July 9, 2017      | 2:49   |
| Pe planeta Jakku, Rey îl conduce acasă pe BB-8, unde BB-8 poate rămâne până când vine cineva după droid. Un înfometat vierme de noapte îl înghite pe BB-8 și dispare în nisip. Rey îl salvează pe BB-8 lovind viermele ascuns cu o aruncare norocoasă a bastonului ei. Ea hrănește viermele de noapte cu un obiect vechi metalic, potolindu-i apetitul. |              |                         |                   |                   |        |
| 2 | 2            | „BB-8 Bandits”          | 4 iulie 2017      | July 9, 2017      | 2:49   |
| Pe Jakku, Rey și BB-8 se îndreaptă spre adăpostul Niima, sperând că cineva îl va aștepta pe BB-8 acolo. Teedo și doi bandiți, care îl vor pe BB-8, îi atacă. În cursa de speedere care a urmat, Rey îi face pe cei doi bandiți să se prăbușească. Ea îl ademenește pe Teedo la viermele de noapte, care mănâncă speeder-ul lui Teedo. Ea și BB-8 scapă. |              |                         |                   |                   |        |
| 3 | 3            | „Ewok Escape”           | 5 iulie 2017      | October 1, 2017   | 2:34   |
| 4 | 4            | „The Padawan Path”      | 6 iulie 2017      | October 1, 2017   | 3:04   |
| 5 | 5            | „Beasts of Echo Base”   | 7 iulie 2017      | October 1, 2017   | 2:49   |
| Invitat special: Anthony Daniels ca vocea lui C-3PO. |              |                         |                   |                   |        |
| 6 | 6            | „The Imposter Inside”   | 8 iulie 2017      | October 1, 2017   | 2:19   |
| 7 | 7            | „The Stranger”          | 9 iulie 2017      | October 1, 2017   | 2:34   |
| 8 | 8            | „Bounty of Trouble”     | 9 iulie 2017      | October 1, 2017   | 2:34   |
| 9 | 9            | „Newest Recruit”        | 1 octombrie 2017  | October 29, 2017  | 3:03   |
| 10 | 10           | „Tracker Trouble”       | 2 octombrie 2017  | October 29, 2017  | 2:19   |
| Invitat special: John Boyega ca vocea lui Finn⁠(d). |              |                         |                   |                   |        |
| 11 | 11           | „Teach You, I Will”     | 3 octombrie 2017  | October 29, 2017  | 3:19   |
| [ 15 ] |              |                         |                   |                   |        |
| 12 | 12           | „The Starfighter Stunt” | 4 octombrie 2017  | October 29, 2017  | 2:49   |
| [ 15 ] |              |                         |                   |                   |        |
| 13 | 13           | „Accidental Allies”     | 29 octombrie 2017 | October 29, 2017  | 2:48   |
| 14 | 14           | „An Imperial Feast”     | 30 octombrie 2017 | October 29, 2017  | 2:45   |
| 15 | 15           | „The Happabore Hazard”  | 31 octombrie 2017 | October 29, 2017  | 2:45   |
| 16 | 16           | „Crash Course”          | 1 noiembrie 2017  | October 29, 2017  | 2:15   |

### Sezonul 2 (2018)
Un al doilea sezon cu cincisprezece episoade suplimentare a fost anunțat în septembrie 2017. Episoadele au fost lansate la 19 martie 2018 online și difuzate de Disney Channel la 25 martie 2018.
| Nr. în serial | Nr. în sezon | Titlu                      | Data lansării  | Original air date | Length |
| --- | ------------ | -------------------------- | -------------- | ----------------- | ------ |
| 17 | 1            | „Hasty Departure”          | 19 martie 2018 | 25 martie 2018    | 2:17   |
| 18 | 2            | „Unexpected Company”       | 19 martie 2018 | 25 martie 2018    | 2:32   |
| 19 | 3            | „Shuttle Shock”            | 19 martie 2018 | 25 martie 2018    | 2:02   |
| Invitat special: John Boyega ca vocea lui Finn⁠(d).                                                                                   |              |                            |                |                   |        |
| 20 | 4            | „Jyn's Trade”              | 19 martie 2018 | 25 martie 2018    | 2:02   |
| Notă: Singurul episod cu Helen Sadler ca vocea lui Jyn Erso⁠(d).                                                                      |              |                            |                |                   |        |
| 21 | 5            | „Run Rey Run”              | 19 martie 2018 | 25 martie 2018    | 2:32   |
| 22 | 6            | „Bounty Hunted”            | 19 martie 2018 | 25 martie 2018    | 2:17   |
| 23 | 7            | „The Path Ahead”           | 19 martie 2018 | 25 martie 2018    | 2:47   |
| Primul dintre cele două episoade care nu prezintă niciun personaj feminin. Invitat special: Mark Hamill ca vocea lui Luke Skywalker. |              |                            |                |                   |        |
| 24 | 8            | „Porg Problems”            | 19 martie 2018 | 25 martie 2018    | 1:32   |
| 25 | 9            | „Chopper and Friends”      | 4 mai 2018     | 25 mai 2018       | 2:17   |
| 26 | 10           | „Monster Misunderstanding” | 4 mai 2018     | 25 mai 2018       | 2:02   |
| 27 | 11           | „Art History”              | 4 mai 2018     | 25 mai 2018       | 2:32   |
| 28 | 12           | „Porgs!”                   | 4 mai 2018     | 25 mai 2018       | 2:02   |
| Al doilea din cele două episoade care nu prezintă niciun personaj feminin.                                                           |              |                            |                |                   |        |
| 29 | 13           | „Perilous Pursuit”         | 4 mai 2018     | 25 mai 2018       | 2:17   |
| Invitat special: John Boyega ca vocea lui Finn⁠(d).                                                                                   |              |                            |                |                   |        |
| 30 | 14           | „Traps and Tribulations”   | 4 mai 2018     | 25 mai 2018       | 2:17   |
| Invitat special: Mark Hamill ca vocea lui Luke Skywalker.                                                                            |              |                            |                |                   |        |
| 31 | 15           | „A Disarming Lesson”       | 4 mai 2018     | 25 mai 2018       | 2:02   |
| 32 | 16           | „Triplecross”              | 25 mai 2018    | 25 mai 2018       | 2:17   |

## Distribuție
Forces of Destiny a avut premiera la 3 iulie 2017, prin canalul de YouTube al Disney, începând lansarea zilnică a unui set de opt episoade. Inițial s-a anunțat că această lansare va culmina cu premiera difuzată a celor opt episoade de pe Disney Channel pe 9 iulie, ca o emisiune specială de treizeci de minute, dar pe 9 iulie, Disney a anunțat pe Twitter că vor fi difuzate doar două episoade. Un al doilea set de opt episoade a fost lansat în octombrie 2017. Ulterior, a fost anunțat că episoadele vor fi difuzate în două programe speciale de jumătate de oră pe Disney Channel la 1 și 29 octombrie. Serialul este disponibil pe serviciul de streaming Disney+, care a fost lansat la 12 noiembrie 2019.

## Cărți
O serie de cărți pentru tineret a adaptat episoadele. Daring Adventures: Volumul 1 adaptare după scurtmetraje despre Sabine, Rey și Padmé, iar Daring Adventures: Volumul 2 adaptare după scurtmetraje despre Jyn, Ahsoka și Leia.
IDW Publishing a publicat Star Wars: Forces of Destiny, un miniserial săptămânal de benzi desenate pentru toate vârstele, cu cinci numere, care a fost difuzat din ianuarie până în mai 2018.

## Figurine de acțiune
Pe lângă anunțul inițial al seriei, Lucasfilm a anunțat și o linie de jucării produsă de Hasbro și o linie de îmbrăcăminte. Linia de jucării prezintă o nouă clasă de figurine. Aceste figuri articulate de 11 inch ale celor șase personaje principale feminine  și figuri mai mici ale altor personaje au fost lansate la 1 august 2017 alături de accesorii precum săbiile laser. Alte personaje, inclusiv Luke Skywalker și Kylo Ren, urmau să fie lansate.

## Recepție
SyFy Wire consideră Forces of Destiny „un concept grozav în căutarea unei execuții mult mai bune... Ceea ce ar fi putut fi o versiune centrată pe femei a scurtmetrajelor Clone Wars ale lui Genndy Tartakovsky din 2003 este, în schimb, o serie de povești deconectate, legate de o estetică vizuală singulară... Oricât de distractiv ar fi să vezi aceste personaje feminine care primesc un pic mai mult timp de ecran, tot nu este suficient.”

### Premii
| An   | Eveniment                   | Adjudecare                                   | Destinatar | Rezultat |
| ---- | --------------------------- | -------------------------------------------- | ---------- | -------- |
| 2019 | Premiile ASCAP Screen Music | Cel mai bun serial de televiziune prin cablu | Ryan Shore | Câștigat |